# 다테 데루무네

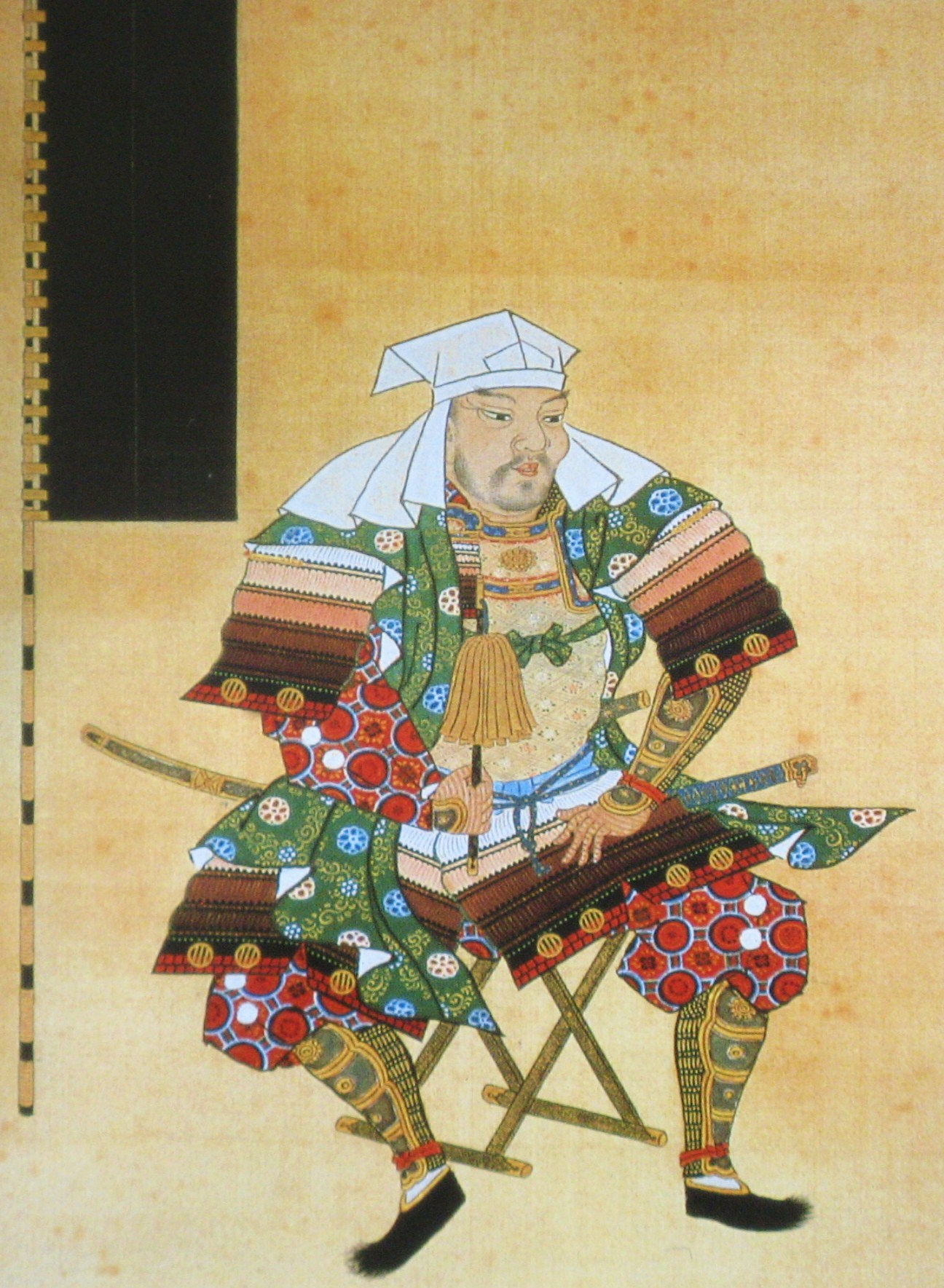
다테 데루무네

다테 데루무네(伊達輝宗)는 센고쿠 시대의 무장, 다이묘이다.
| 전임 다테 하루무네 | 제16대 다테 종가 당주 1564년 ~ 1584년 | 후임 다테 마사무네 |